# Kollnburg
Kollnburg – miejscowość i gmina w Niemczech, w kraju związkowym Bawaria, w rejencji Dolna Bawaria, w regionie Donau-Wald, w powiecie Regen. Leży w Lesie Bawarskim, około 22 km na południowy zachód od miasta Regen.

## Dzielnice
W skład gminy wchodzą cztery dzielnice: Allersdorf, Kirchaitnach, Kollnburg i Rechertsried.

## Demografia
| Rok  | Liczba mieszk. |
| ---- | -------------- |
| 1970 | 2690           |
| 1987 | 2786           |
| 2000 | 2970           |

## Oświata
(na 1999)

W gminie znajduje się 75 miejsc przedszkolnych (67 dzieci) oraz szkoła podstawowa (11 nauczycieli, 207 uczniów).